# کربونیل برومید
کربونیل برومید (به انگلیسی: Carbonyl bromide) با فرمول شیمیایی COBr۲ یک ترکیب شیمیایی با شناسه پاب‌کم ۷۹۰۵۷ است. که جرم مولی آن ۱۸۷٫۸۱۸ g/mol می‌باشد. شکل ظاهری این ترکیب، مایع بی‌رنگ است.